# Seto (volk)

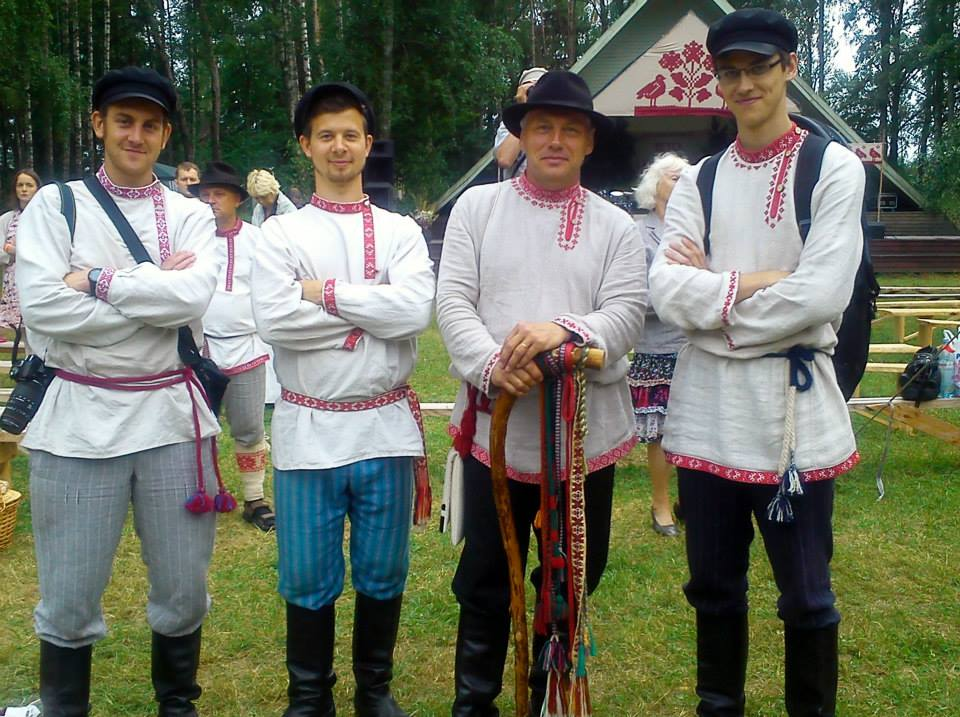
Een groep Seto in traditionele klederdracht

Vlag van Setomaa

De Seto (Seto: setokõsõq, setoq, Estisch: setukesed, setud, Russisch: Сету)  zijn een bevolkingsgroep in Setumaa, een historische regio in het zuidwesten van Estland en het noordwesten van Rusland. Ests Setumaa bestaat voornamelijk uit de gemeente Setomaa in Võrumaa. Petsjory (Estisch: Petseri) is het historische en culturele centrum van de Seto. De Seto hebben een eigen taal: het Seto.